# 三堀池
座標: 北緯34度29分30.8秒 東経133度52分39秒 / 北緯34.491889度 東経133.87750度
三堀池（さんぼりいけ）は岡山県玉野市滝にあるため池である。堤高6.5m、堤頂長234m、総貯水量83,000m3。

## 地理
鴨川（児島湖に注ぐ）が脇にある。玉野市は乾燥して降水量が少ない地域であるため、三堀池のほかにもたくさんのため池が存在する。

## 周辺
- 玉野市民総合運動公園